# Чемпионат Европы по борьбе 2004
В 2004 году чемпионат Европы по греко-римской борьбе среди мужчин и чемпионат Европы по вольной борьбе среди женщин проходил с 8 по 11 апреля в Хапаранде (Швеция), а чемпионат Европы по вольной борьбе среди мужчин — с 23 по 25 апреля в Анкаре (Турция).

## Медалисты

### Греко-римская борьба (мужчины)
| Категория | Золото           | Серебро            | Бронза           |
| --------- | ---------------- | ------------------ | ---------------- |
| до 55 кг  | Байрам Оздемир   | Артём Кюрегян      | Петр Швегла      |
| до 60 кг  | Ваган Джугарян   | Давор Штефанек     | Иван Александров |
| до 66 кг  | Армен Варданян   | Виталий Жук        | Ари Хяркянен     |
| до 74 кг  | Михаил Иванченко | Василь Рачиба      | Олег Михайлович  |
| до 84 кг  | Назми Авлуджа    | Димитриос Аврамис  | Шандор Бардоши   |
| до 96 кг  | Мартин Лидберг   | Сергей Лиштван     | Марек Швец       |
| до 120 кг | Юрий Патрикеев   | Константин Стрижак | Сергей Мурейко   |

### Вольная борьба (мужчины)
| Категория | Золото             | Серебро                   | Бронза              |
| --------- | ------------------ | ------------------------- | ------------------- |
| до 55 кг  | Мартин Берберян    | Адам Батиров              | Иван Дёрев          |
| до 60 кг  | Тефвик Одабаши     | Алан Дудаев               | Василий Федоришин   |
| до 66 кг  | Махач Муртазалиев  | Эльбрус Тедеев            | Омер Чубукчу        |
| до 74 кг  | Руслан Кокаев      | Мурад Гайдаров            | Эмзариос Бентинидис |
| до 84 кг  | Гёкхан Явашер      | Реваз Миндорашвили        | Лазарос Лоизидис    |
| до 96 кг  | Хаджимурат Гацалов | Вадим Тасоев              | Рустам Агаев        |
| до 120 кг | Айдын Полатчи      | Курамагомед Курамагомедов | Сергей Прядун       |

### Вольная борьба (женщины)
| Категория | Золото                | Серебро          | Бронза              |
| --------- | --------------------- | ---------------- | ------------------- |
| до 48 кг  | Ирина Мельник         | Бригитта Вагнер  | Мырсини Колони      |
| до 51 кг  | Инесса Ребар          | Ида Хеллстрём    | Алена Карейча       |
| до 55 кг  | Ида-Терес Нерелл      | Татьяна Лазарева | Наталья Карамчакова |
| до 59 кг  | Хелена Алланди        | Сабрина Эспозито | Любовь Волосова     |
| до 63 кг  | Алёна Карташова       | Стефани Гросс    | Сара Эрикссон       |
| до 67 кг  | Екатерина Бурмистрова | Лиз Легран       | Светлана Мартыненко |
| до 72 кг  | Гюзель Манюрова       | Светлана Саенко  | Анна Вавжицка       |